# Economia de Filadélfia

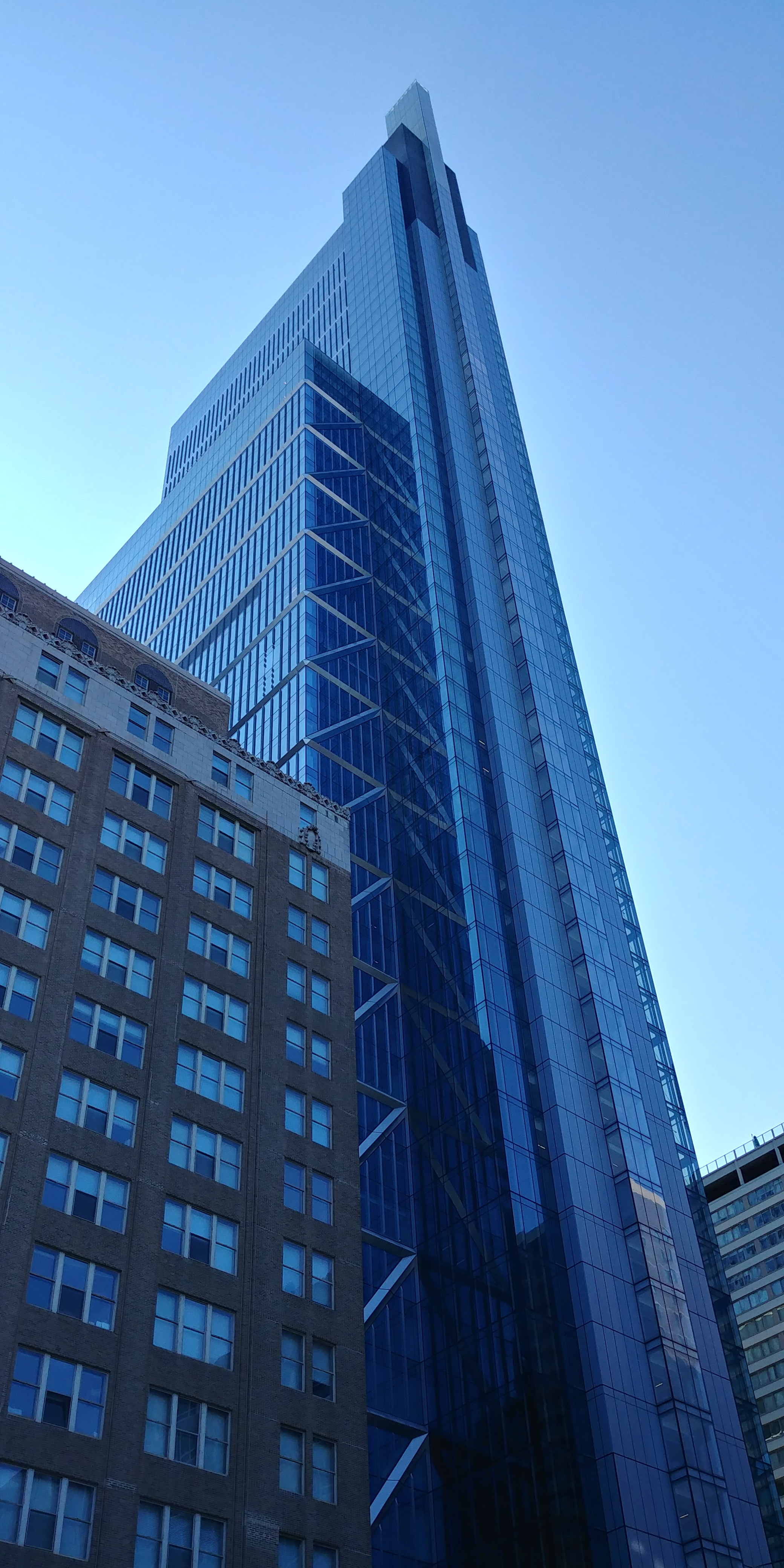
Comcast Technology Center, o edifício mais alto da Pensilvânia

Filadélfia é o centro econômico da Pensilvânia, contendo a sede de cinco empresas da Fortune 1000 localizadas dentro do território metropolitano. Desde 2019, estima-se que a área metropolitana de Filadélfia produza um produto metropolitano bruto (BPF) de US$ 490 bilhões, um aumento dos US$ 445 bilhões calculados pelo Bureau of Economic Analysis de 2017, representando a oitava maior economia metropolitana dos Estados Unidos. Filadélfia foi classificada pelo GaWC como uma cidade 'Beta' em seu ranking de cidades mundiais de 2016.
Com um PIB de US$ 388 bilhões, a cidade de Filadélfia sozinha é a nona cidade mais rica do mundo e a quarta do país. A cidade também é o quarto maior mercado de mídia de consumo do país, conforme classificado pela Nielsen Media Research. A cidade também abriga a Bolsa de Valores de Filadélfia.
Filadélfia se tornou uma economia baseada em tecnologia da informação e serviços. As atividades financeiras representam o maior setor da economia metropolitana e é um dos maiores centros de educação e pesquisa em saúde dos Estados Unidos. A história de Filadélfia atrai muitos turistas, com o Sino da Liberdade recebendo mais de 2 milhões de visitantes em 2010.

## Setores econômicos
Os setores econômicos de Filadélfia incluem ensino superior, manufatura, refino de petróleo, processamento de alimentos, saúde e biotecnologia, telecomunicações, turismo e serviços financeiros.

## Presença federal
O governo federal tem várias instalações em Filadélfia. A cidade foi a capital dos Estados Unidos até a construção de Washington, DC Hoje, as operações da Costa Leste da Casa da Moeda dos Estados Unidos são baseadas perto do distrito histórico, e a divisão Filadélfia do Federal Reserve Bank também está sediada lá. Filadélfia também abriga o Tribunal Distrital dos EUA para o Distrito Leste da Pensilvânia e o Tribunal de Apelações dos EUA para o Terceiro Circuito .

## Empresas da Fortune 500
A Delaware Valley contém a sede de doze corporações da Fortune 500, quatro das quais estão em Filadélfia. As empresas da Fortune 500 em Delaware Valley incluem o provedor de internet e televisão a cabo Comcast, as seguradoras Colonial Penn, CIGNA e Lincoln Financial Group, a empresa de energia Sunoco, a empresa de fornecimento de alimentos Aramark e Crown Holdings Incorporated, os fabricantes de produtos químicos Rohm and Haas Company e FMC Corporation, empresas farmacêuticas Wyeth e GlaxoSmithKline, aeroespacial e defesa Boeing Rotercraft Systems e Lockheed Martin e varejista de peças automotivas Pep Boys.

## Trânsito ferroviário

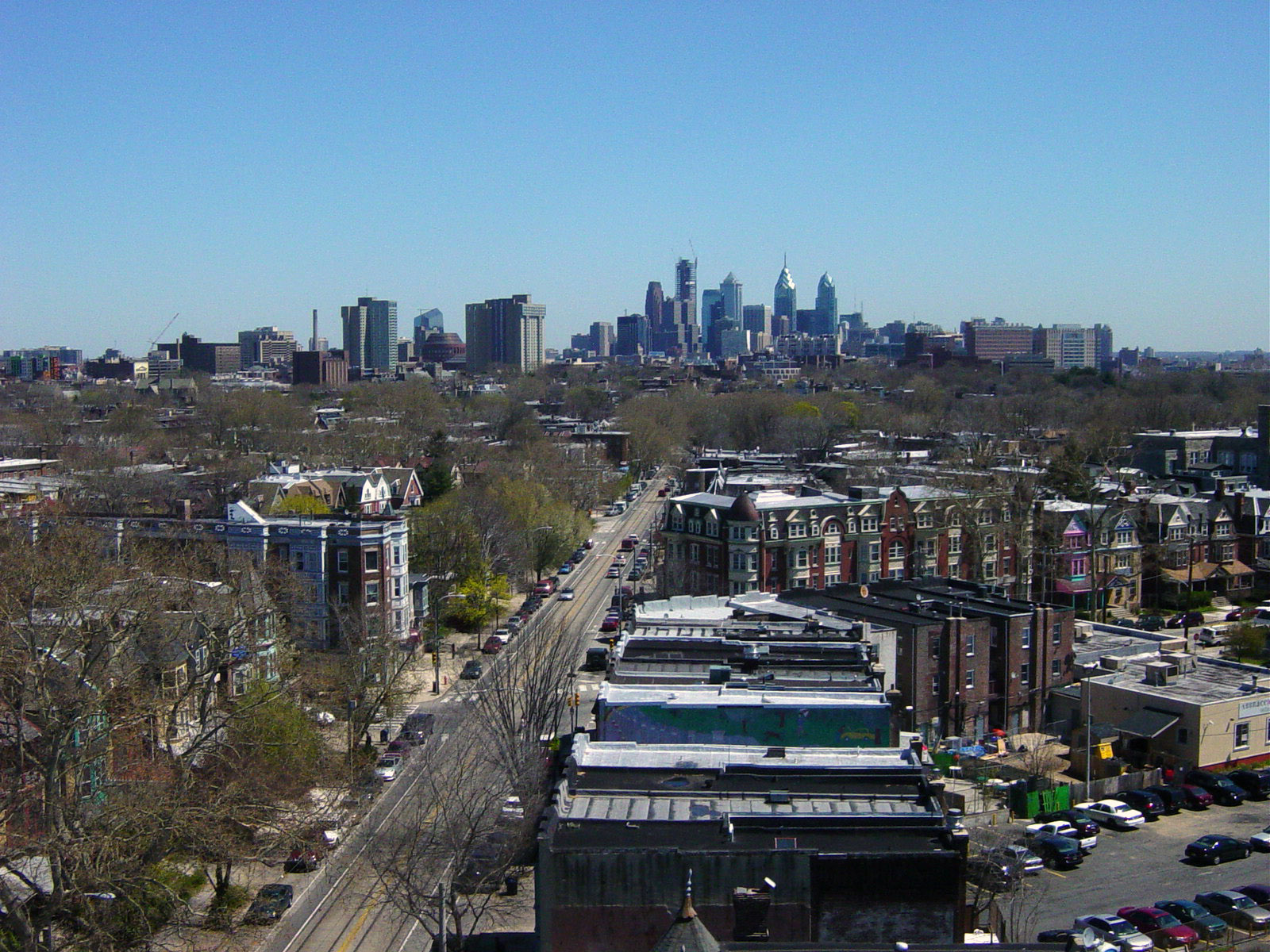
Baltimore Avenue em direção ao centro da cidade de Filadélfia

Com a presença histórica da Pennsylvania Railroad, e o grande número de passageiros na 30th Street Station, a Amtrak tem uma significativa presença na cidade. Esses trabalhos incluem representantes de atendimento ao cliente e processamento de passagens e outros funcionários de bastidores, além das funções normais da ferrovia.

## Setor jurídico
A cidade abriga as escolas de direito de Temple, Penn e Drexel, e a área metropolitana inclui Rutgers (Camden), Villanova e Widener.
A sede do American Law Institute (editor da Restatements of the Law) está localizada na cidade, assim como o Tribunal Federal de Apelações do Terceiro Circuito e o Distrito Leste da Pensilvânia.
Dez dos 100 maiores escritórios de advocacia dos EUA têm sua sede ou maior escritório em Filadélfia.

## Instalações médicas
Filadélfia é um importante centro de medicina, uma distinção que mantém desde a colonização. A cidade abriga o primeiro hospital das colônias britânicas norte-americanas, o Hospital da Pensilvânia, e a primeira escola de medicina do que hoje é os Estados Unidos, na Universidade da Pensilvânia (Penn). Penn, o maior empregador privado da cidade, também administra um grande hospital universitário e um extenso sistema médico. Há também grandes hospitais afiliados à Temple University School of Medicine, Drexel University College of Medicine, Thomas Jefferson University (Thomas Jefferson University Hospital) e Philadelphia College of Osteopathic Medicine. Filadélfia também possui três hospitais infantis distintos: o Hospital Infantil de Filadélfia, o primeiro hospital pediátrico do país (localizado ao lado do Hospital da Universidade da Pensilvânia), o Hospital St. Christopher e o Hospital Shriners . Na seção norte da cidade estão o Albert Einstein Medical Center, e na seção nordeste, o Fox Chase Cancer Center . Juntos, a saúde é o maior setor de emprego na cidade. Várias associações profissionais médicas estão sediadas em Filadélfia.
Com a importância de Filadélfia como centro de pesquisa médica, a região auxilia a indústria farmacêutica. GlaxoSmithKline, AstraZeneca, Wyeth, Merck, GE Healthcare, Johnson and Johnson e Siemens Medical Solutions são apenas algumas das grandes empresas farmacêuticas com operações na região. A cidade também abriga a primeira escola de farmácia do país, a Faculdade de Farmácia de Filadélfia, agora chamada de Universidade das Ciências de Filadélfia .

## Turismo
O turismo é uma grande indústria em Filadélfia, que foi a 11ª cidade mais visitada dos Estados Unidos em 2008. Recebeu 710.000 visitantes de países estrangeiros em 2008, um aumento de 29% comparado ao ano anterior.

### Compras

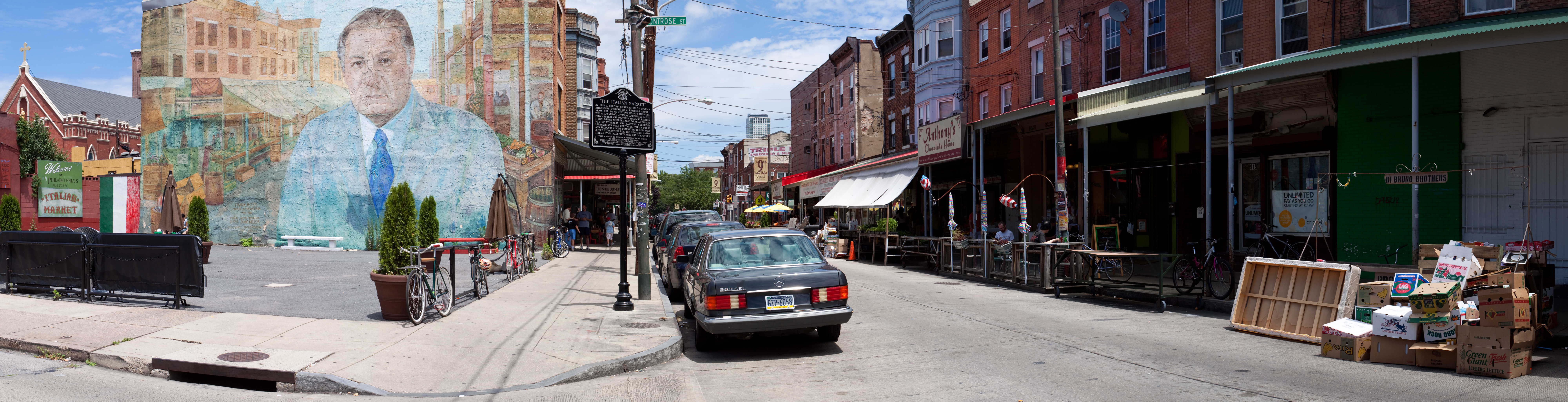
O mercado italiano no sul de Filadélfia é um importante marco de Filadélfia.

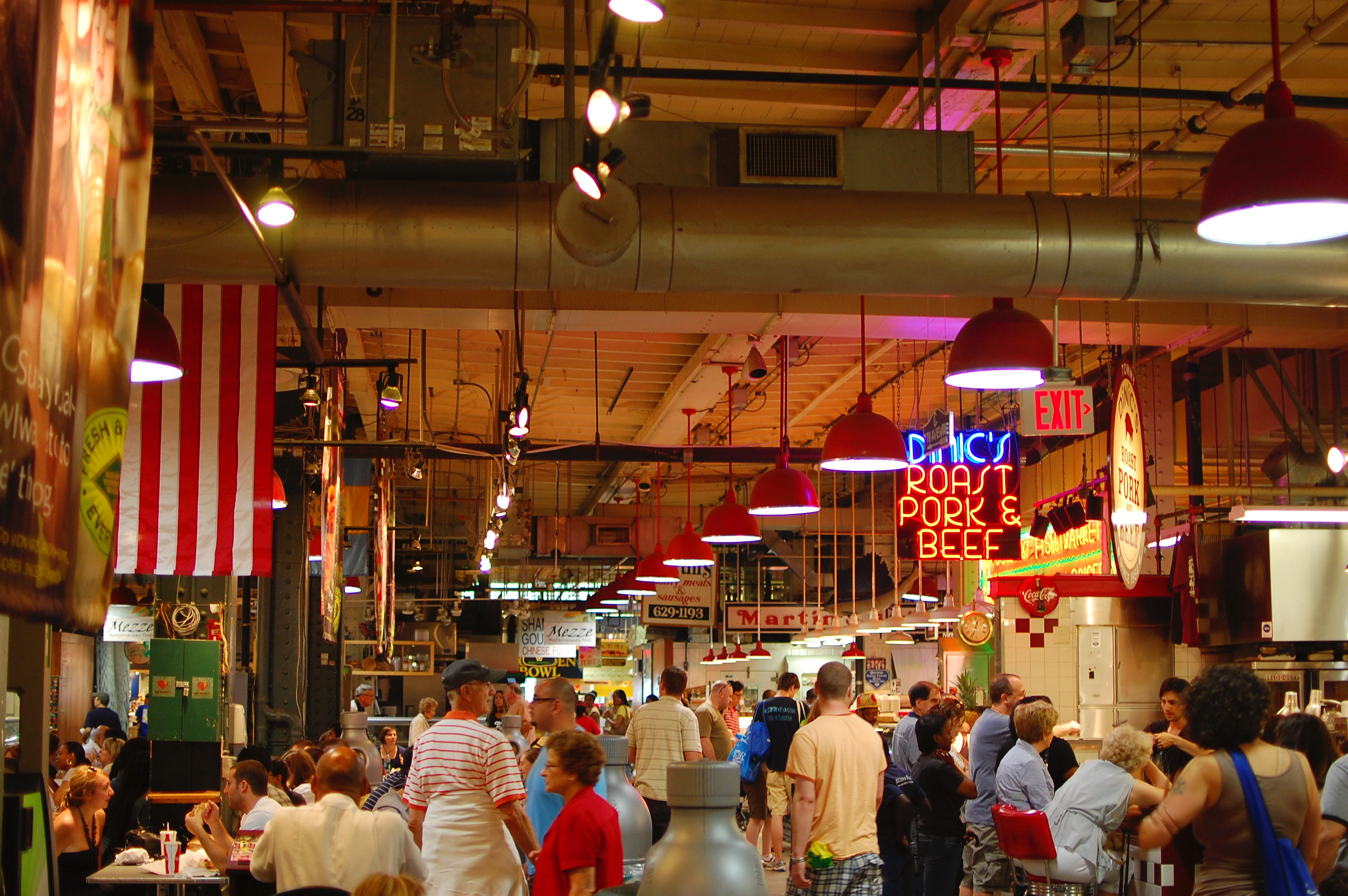
O Reading Terminal Market em Center City é um dos maiores e mais antigos mercados públicos da América.

As opções de compras em Center City incluem o Fashion District Philadelphia, The Shops at Liberty Place, Jewelers' Row, South Street, Old City's 3rd Street Corridor e uma grande variedade de pequenos varejistas independentes. A área de Rittenhouse, conhecida como o shopping ao ar livre de Filadélfia, inclui a Rittenhouse Row, uma seção de quatro quarteirões da Walnut Street, que tem lojas de redes de roupas sofisticadas e algumas lojas de roupas inspiradas em hipster. As ruas paralelas de Sansom e Chestnut têm algumas butiques sofisticadas e varejistas de roupas. Old City, especialmente o corredor da 3rd Street, tem boutiques independentes de propriedade local e galerias de arte/design. A meio caminho entre Old City e Broad Street está o Reading Terminal Market, com dezenas de restaurantes para viagem, vendedores de alimentos especializados e operadores de pequenas mercearias, alguns dos quais são operados por agricultores Amish do condado de Lancaster.
Filadélfia tem alguns distritos comerciais ecléticos, que geralmente consistem em alguns quarteirões ao longo de uma importante via do bairro, como em Manayunk ou Chestnut Hill. O mercado italiano no sul dea Filadélfia oferece viveres, carnes, queijos e utensílios domésticos, historicamente da Itália, mas agora de muitas nacionalidades. Dois famosos restaurantes de cheesesteak, Geno's e Pat's, estão localizados nas proximidades.
Existem vários grandes shoppings e centros de conveniência na região, incluindo Philadelphia Mills no nordeste de Filadélfia, e muitos nos subúrbios, mais notavelmente o shopping King of Prussia em King of Prussia, Pensilvânia, 19 milhas (31 Km) do centro da cidade. O shopping King of Prussia é o maior shopping da Costa Leste dos EUA e o maior do país em termos de espaço comercial locável.

### Inovação
Durante o século 20, a cidade foi um ponto focal de inovação no varejo. A Praça Suburbana em Ardmore, Condado de Montgomery, às vezes é considerada o primeiro centro comercial moderno do mundo. Construída em etapas de 1927 a 1931, foi uma das primeiras instituições a definir a Pennsylvania Main Line na década de 1920.  Mais importante, ele contém uma das mais antigas filiais de lojas de departamentos sobreviventes do país, uma Strawbridge &amp; Clothier, agora uma Macy's recentemente. Desde então, grandes shoppings como Cherry Hill Mall e King of Prussia abriram nas proximidades.
Seguiram-se algumas das primeiras lojas de desconto modernas. Grande parte do crescimento anterior da Kmart foi na área de Filadélfia durante o início dos anos 1960. Cadeias extintas como Bradlees, Caldor, Jamesway, Ames, Woolco, Two Guys, Hills Department Stores, Zayre, Richway, Korvettes, Nichols, Gaylords, Murphy Mart e mais tarde Value City estavam concentradas em Filadélfia e em outros mercados da Costa Leste. Esse crescimento ocorreu em grande parte durante as décadas de 1950 e 1970, antes do crescimento nacional do Wal-Mart e da Target na década de 1980. Outro era o próprio de Strawbridge, Clover.
Filadélfia foi o lar de muitas redes de supermercados pioneiras durante o mesmo período, muitas das quais com arquitetura de marca registrada. A mais antiga delas é a Acme, anteriormente conhecida como American Stores e Super Saver . Outros exemplos são a Food Fair (Pantry Pride) e a Penn Fruit, há muito extintas, mas a Acme fechou muitas lojas e foi vendida para a Albertsons. No entanto, eles adquiriram muitas lojas de seus rivais fracassados. A A&amp;P, com sede em Nova York, já teve Filadélfia como mercado principal. Depois de muitos fechamentos de lojas anteriores, a empresa fechou toda a sua divisão de Filadélfia em 1982. Devido ao clamor do sindicato, construiu algumas novas lojas e reabriu outras como Super Fresh de 1982 a 1985. O nome A&P vive no mercado próximo de Nova Iorque/Nova Inglaterra. Mais recentemente,{{Quando a empresa adquiriu a rede Pathmark, estabelecida em Filadélfia/Nova York. Muitas dessas lojas que fecharam foram substituídas por franquias como Shur-Fine, Supervalu, IGA e Thriftway/Shop 'n Bag. Muitos outros ex-supermercados tornaram-se lojas off-price, como Big Lots, Family Dollar e Dollar General . Os principais players atuais da região incluem ShopRite, Save-a-Lot, Aldi, Giant-Carlisle e a rede local Genuardi's. As cadeias familiares falidas são Clemens e Giunta's. As cadeias de luxo mais recentes incluem Whole Foods, Wegmans e Trader Joe's. Existem poucos Supercenters Wal-Mart nas imediações. Nos mercados próximos operam Safeway, Stop &amp; Shop, Giant-Landover, Kroger, Food Lion e anteriormente Grand Union.
As redes farmacêuticas CVS, Rite Aid e anteriormente Eckerd e Drug Emporium são comuns na região. A JCPenney também operou por muitos anos a cadeia líder de Thrift Drugs. Todas essas redes costumavam ancorar shopping centers junto com um supermercado. A Acme por muitos anos também foi proprietária das drogarias "Rea & Derick" sob esse acordo, em parceria com a rede Rexall. Nas décadas recentes,  os supermercados acrescentaram as suas próprias farmácias. Ao mesmo tempo, as drogarias se mudaram para locais de esquina ou supermercados obsoletos "herdados". Tendências semelhantes ocorreram em outras cidades. Food Fair/Pantry Pride e Stop & Shop também compartilhavam muitos shopping centers com as subsidiárias JM Fields e Bradlees, muitas vezes com as lojas diretamente conectadas. De fato, ambas as divisões foram adquiridas no mesmo ano, em 1961. Várias lojas JM Fields deram lugar a Bradlees também. Antigamente havia muitos pequenos shoppings fechados na área com um estilo semelhante, como o MacDade Mall.
A Pensilvânia também é única, pois possui um sistema "State Store" para vendas de álcool sem cerveja.  Vinhos e bebidas espirituosas são vendidos apenas em lojas operadas pelo Conselho de Controle de Bebidas da Pensilvânia, que são onipresentes  em Filadélfia. Por muitos anos, essas lojas foram chamadas de "State Store", só tinham serviço de "balcão", e eram rigorosamente fechadas aos domingos. Muitos deles foram e ainda são âncoras pequenas, mas importantes  em shopping centers. Na década de 1970, quase todos os locais "urbanos" foram transformados em lojas convencionais com corredores. Mais tarde, suas horas, seleção e metragem quadrada foram bastante expandidas. Até hoje, no entanto, as lojas carecem de um nome e logotipo consistentes. Alguns são chamados simplesmente de "loja de bebidas", enquanto a maioria tem alguma variação nas palavras "Wine & Spirits" ou "Wine & Spirits Shoppe". O estado também permite lojas de varejo de vinícolas .
Também importantes para a economia local são Wawa, Comcast, Citizens Bank, Sunoco e Lukoil . Todas estas companhias têm grandes patrocinadores. Filadélfia também teve sua parcela de varejistas locais, muitos dos quais foram comprados ou fechados. Muitos varejistas nacionais de grandes caixas e shoppings chegaram desde a década de 1980.

### Inovação em primeiro lugar
Filadélfia foi o local dos primeiros exemplos nos Estados Unidos de várias instituições, incluindo:
- Advertising agency
- Art school & museum
- Botanical garden
- Cancer hospital
- De Facto Central Bank, Chartered by the Congress of the Confederation
- Central Bank, Chartered by the United States Congress
- Electronic computer
- Eye hospital
- Hospital
- Fire company
- Fire insurance company
- Labor union
- Medical school
- Mint
- Municipal water system
- Pediatric hospital
- Penitentiary
- Pharmacy school
- Post office
- Public library
- Savings bank
- Stock exchange
- Title insurance company
- University
- Zoo